# Tännesberg
Tännesberg település Németországban, azon belül Bajorországban. Lakosainak száma 1429 fő (2023. december 31.).

## Népesség
A település népessége az elmúlt években az alábbi módon változott:
| Lakosok száma | 948  | 1059 | 1507 | 1579 | 1559 | 1553 | 1492 | 1485 | 1439 | 1429 |
|               | 1875 | 1950 | 1975 | 1987 | 2012 | 2014 | 2016 | 2017 | 2021 | 2023 |

## Története

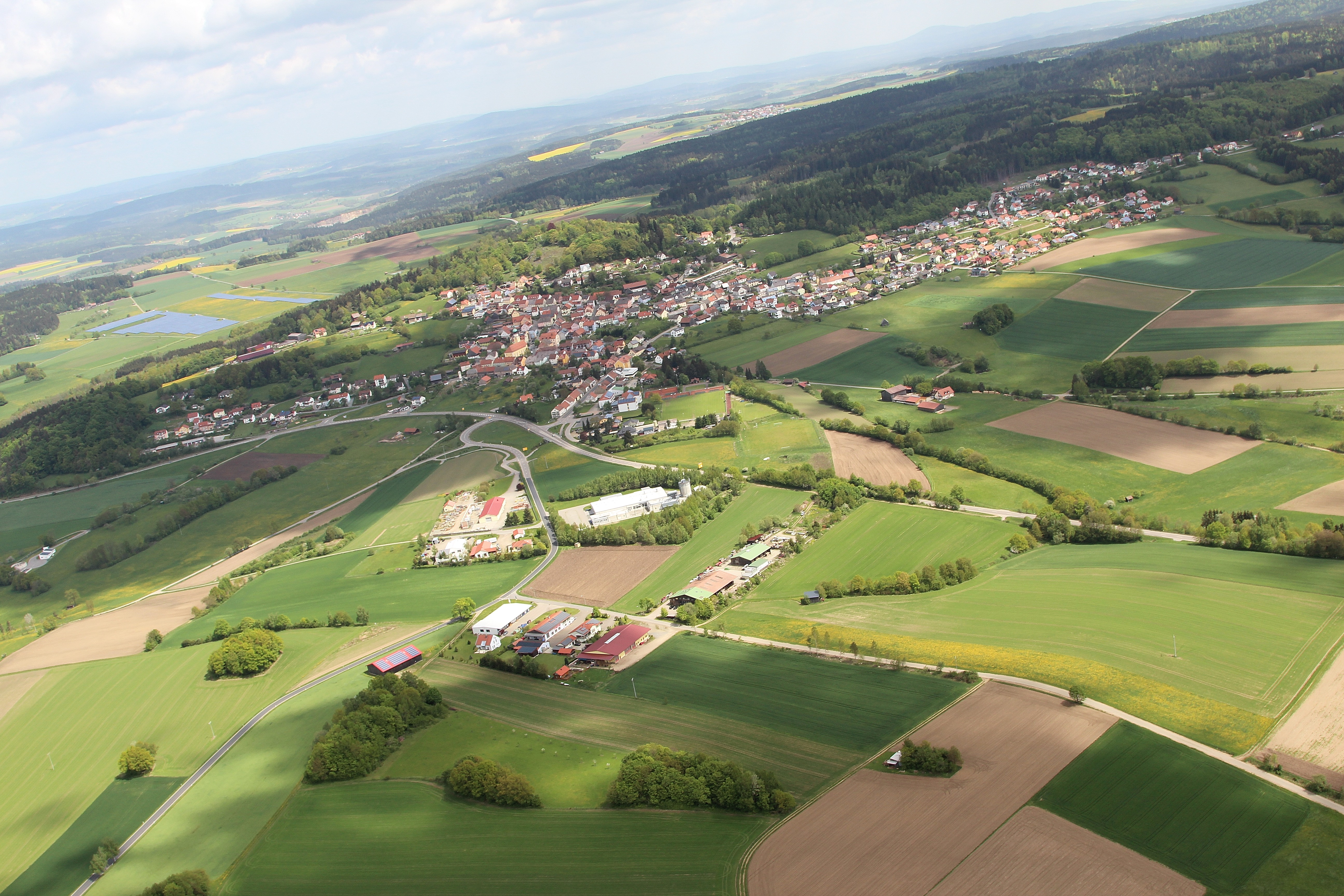
Tännesberg légifelvételről

Tännesberg nevét 1150-ben a Reichenbach kolostor oklevelében említették először.

## Nevezetességek
- Rokokó búcsújáró templom - a község határában.
- Várrom